# Bitva u Athu
Bitva u Athu, známá také jako bitva u hory Athos, nebo bitva u Lémnu, se odehrála 19. června 1807 u poloostrova Athos v Egejském moři, jako součást rusko-turecké války 1806–1812. Během bitvy ruská eskadra viceadmirála Seňavina (10 řadových lodí, 754 děl) napadla a porazila tureckou flotu Paši Sejit Aliho (9 řadových lodí, 5 fregat, 3 korvety a 2 pomocné lodě, 1196 děl). Turecké ztráty činily 4 fregaty a 4 řadové lodě.
Měsíc po porážce tureckého loďstva v bitvě o Dardanely, ruské loďstvo pod velením viceadmirála Seňavina manévrovalo a snažilo se vylákat nepřítele z úžiny. To se povedlo 15. června, přičemž ruská eskadra uvízla nedaleko ostrova Imbru kvůli slabému větru. Osmanská flota se přesunula mimo úžiny k ostrovu Tenedos, dočasné ruské základny v Egejském moři a přistála zde. Za dva dny turecké lodě zaútočily na nábřeží ostrova, ale 17. června se na obzoru objevily ruské lodě.
Ve snaze vyhnout se boji odklonil turecký velitel své lodě od Tenedu. Turecká flota obeplula ostrov na jižní straně ostrova a plula na západ. Seňavinovy lodě, které připluly pevnosti na pomoc, začaly Turky pronásledovat. Dohnaly je 19. června v situaci pro ně nevýhodné, mezi ostrovem Lémnos a horou Athos.
Na základě předchozích zkušeností Seňavin usoudil, že Turci budou bojovat statečně, pokud nebude jejich vlajková loď potopena či zajata. Proto nechal všechnu palbu soustředit proti turecké vlajkové lodi. Večer začala turecká flota z boje ustupovat.
Ráno 20. června se ukázalo, že celé turecké loďstvo míří na ostrov Thasos na severu. V důsledku ruských útoků se do Dardanel vrátilo jen 12 lodí (z dvaceti).
23. června se Seňavin rozhodl nepronásledovat dál nepřítele a vrátit se na pomoc obleženému Tenedu, ale dorazil tam 25. června. Turečtí vojáci se raději vzdali a složili své zbraně. Ty byly převezeny na Anatolské pobřeží.
V důsledku bitvy Osmanská říše ztratila svou bojeschopnou flotu na více než deset let, a 12. srpna podepsala příměří.